# 裸體吸引

裸體吸引（Naked Attraction）是英國的一檔媒合節目，每期有兩位參加者自六位按照參加者對其性怑要求而篩選出來的候選人中選出想要約會的對象，雙方在節目中均需展示自己的全裸形象。該節目於2016年7月25日在英國第四台首播。2016年11月，裸體吸引成功獲得續訂第二季，並於2017年6月29日開始播出。

## 外部連結
- 互联网电影数据库（IMDb）上《Naked Attraction》的资料（英文）